# Небојша Ђурић
Небојша Ђурић (рођ. 1955) српско-амерички је астрофизичар.
Докторирао је 1984. године на Универзитету у Торонту. Добитник је Златне медаље Краљевског астрономског друштва Канаде. Након постдокторских студија на Универзитету Британске Колумбије у Ванкуверу, прелази у Албукерки на Универзитет Новог Мексика, где је дуги низ година радио као професор физике и астрономије. Члан је Америчког астрономског друштва и Канадског астрономског друштва.
Као први аутор или коаутор објавио је преко 100 научних чланака. Написао је уџбеник Advanced Astrophysics који је објавио Cambridge University Press 2003. године.
Године 2004. напушта астрофизику да би се посветио медицини и истраживању рака. Тренутно је професор на Катедри за онкологију Државног универзитета Вејн.